# Gesine Arps
 (mars 2017).
Si vous disposez d'ouvrages ou d'articles de référence ou si vous connaissez des sites web de qualité traitant du thème abordé ici, merci de compléter l'article en donnant les références utiles à sa vérifiabilité et en les liant à la section « Notes et références ».
Gesine Arps, née à Hanovre le 3 novembre 1964, est une artiste allemande qui vit et travaille en Italie.

## Biographie
Gesine Arps est née à Hanovre, en Allemagne, le 3 novembre 1964, elle est la seconde fille de Helmut Arps et Helga Arps née Ficher. Elle fréquente l’école expérimentale « Glockseeschule » dans sa ville natale. Encouragée par sa mère à entreprendre un parcours artistique, elle commence à exposer très jeune dans diverses expositions collectives à Hanovre.
À vingt ans elle quitte sa terre natale pour s’installer à Urbino, où elle termine ses études artistiques dans la section Céramique de l’académie Raffaello, avec le professeur Paolo Sgarzini. En 1990, elle rencontre le styliste Piero Guidi, pour lequel elle crée le design de la série Magic Circus.
Durant le séjour « italien » les occasions d’exposition ne manquent pas, même à l’étranger, alors que se succèdent, à un rythme soutenu, les événements artistiques en Italie.[réf. nécessaire] C’est à cette époque, en 1994, que l’artiste accomplit sa recherche expressive, non seulement dédié à la peinture mais, en expérimentant divers moyens et formes expressives, réalisant également des performances et des installations avec les matériaux les plus insolites.
En 1990, elle rencontre son mari, l’architecte Alessandro Campilongo. Ils s’unissent en 2007 et vivent avec leurs deux enfants dans les Marches. Depuis 2010, elle travaille avec la Galerie Selective Art (Mizen Fine Art) à Paris et expose dans le monde entier[réf. nécessaire].
Ses œuvres se retrouvent dans de nombreuses collections publiques et privées[réf. nécessaire].

## Expositions
- 2017 : Installation I doveri delle spose, Exposition Love & Violence, Padoue, Italie
- 2016 : Exposition permanente Mizen Fine Art International
- 2016 : Biennale internationale de l’art contemporain, Casablanca, Maroc
- 2016 : Ifitry Centre d’art contemporain de Essaouira, Maroc
- 2015 : Galerie Cavour, Padoue, Italie
- 2010 : Tribunal de Cologne, Allemagne
- 2009-2011 : Installation d’une sculpture Colombe Assisi, Italie/Andrieskerk, Allemagne/Domkerk et Utrecht, Holland/Paris, France
- 2006 : Écuries du Château de Rastatt, Allemagne
- 2004 : Palazzo Salvi et Palazzo Olivia, Sassoferrano, Italie
- 2003 : Musée de Duingen, Allemagne
- 1998 : Rome-Italie Mosaïque réalisée pour la station de métro dans le cadre d’un concours international
- 1996 : Trasanni-Italie Installation permanente d’une sculpture pour la réfection des jardins publics

## Œuvres

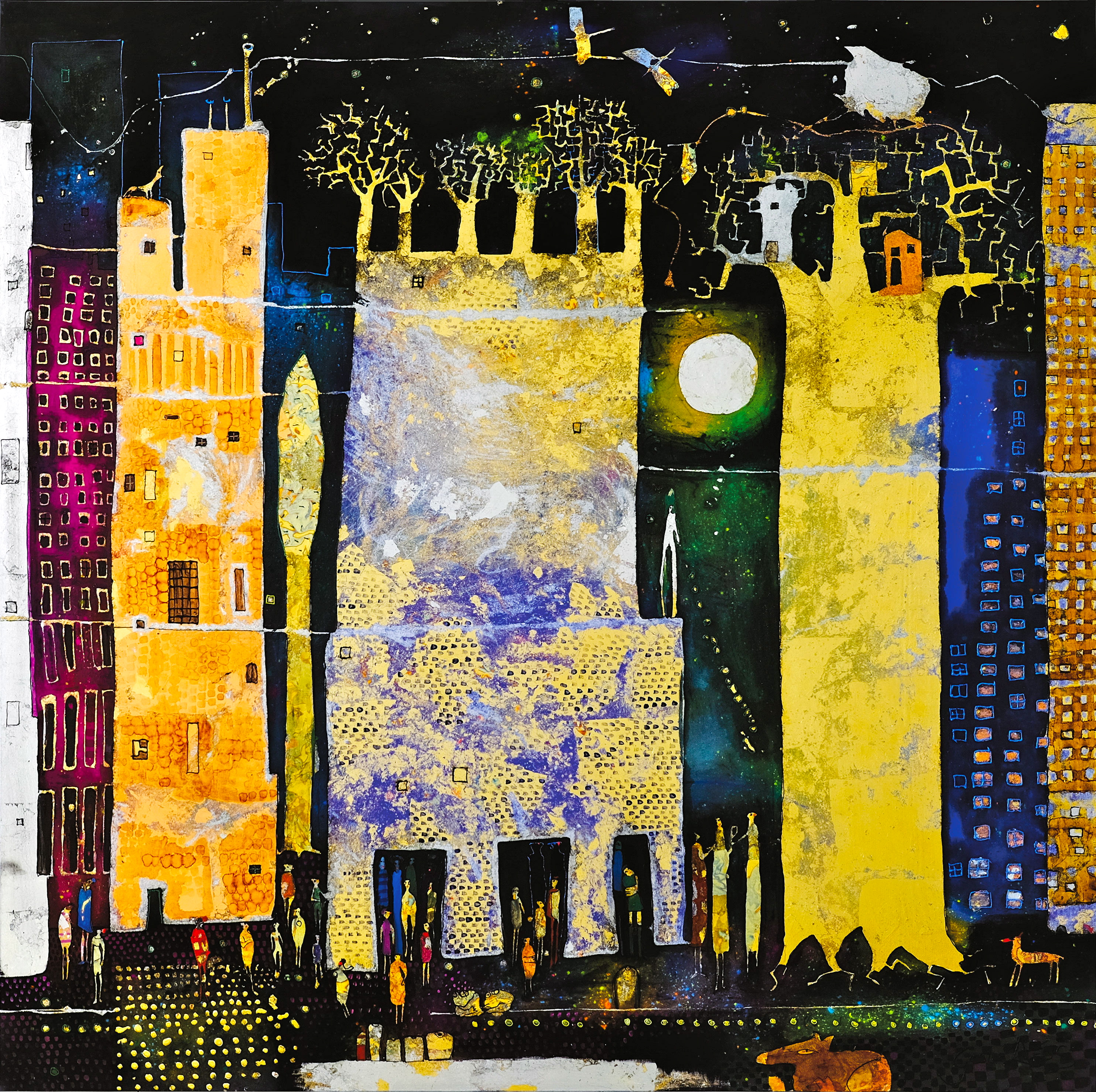
Città vivente. Technique mixte
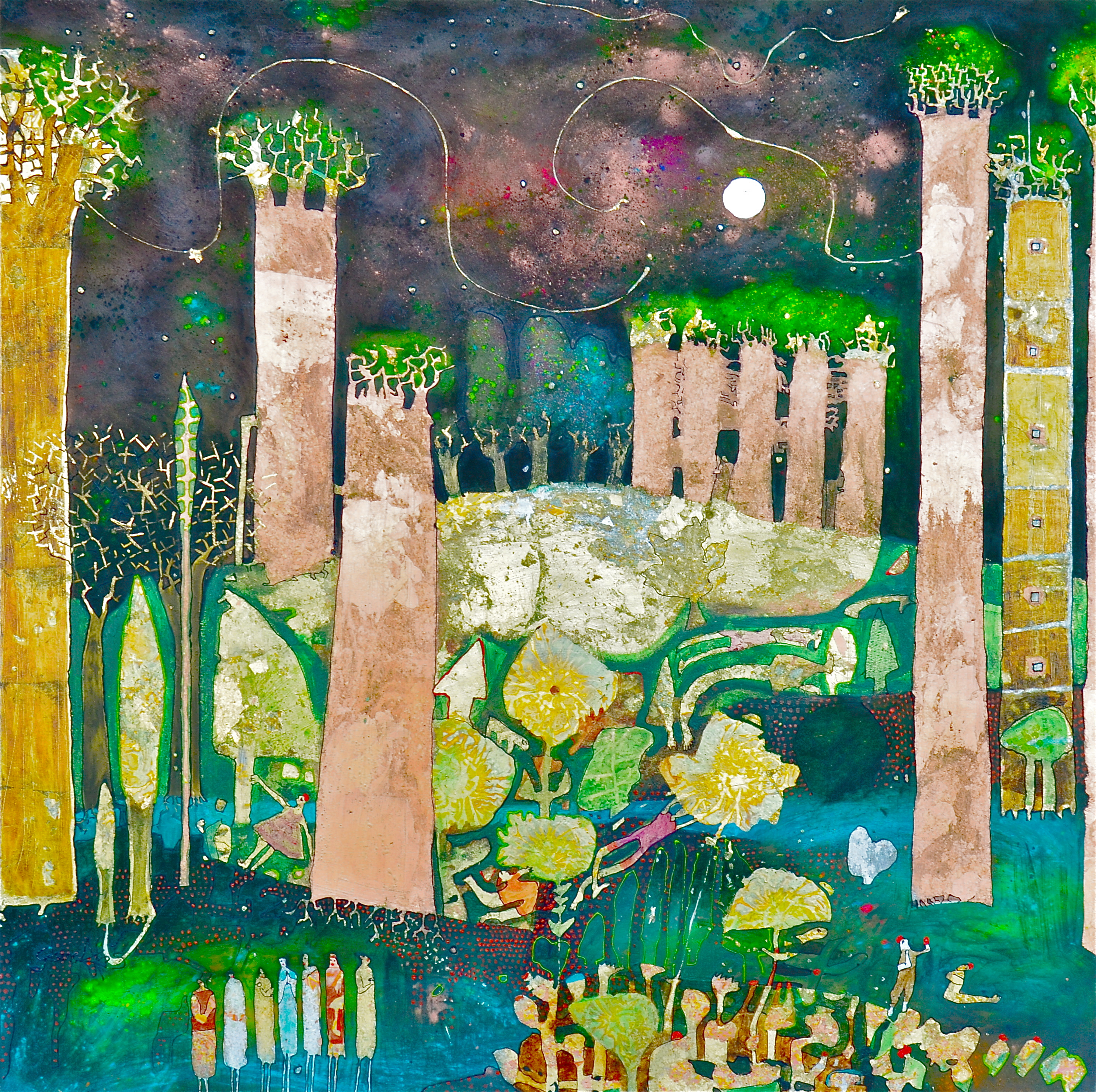
Il bosco. Technique mixte
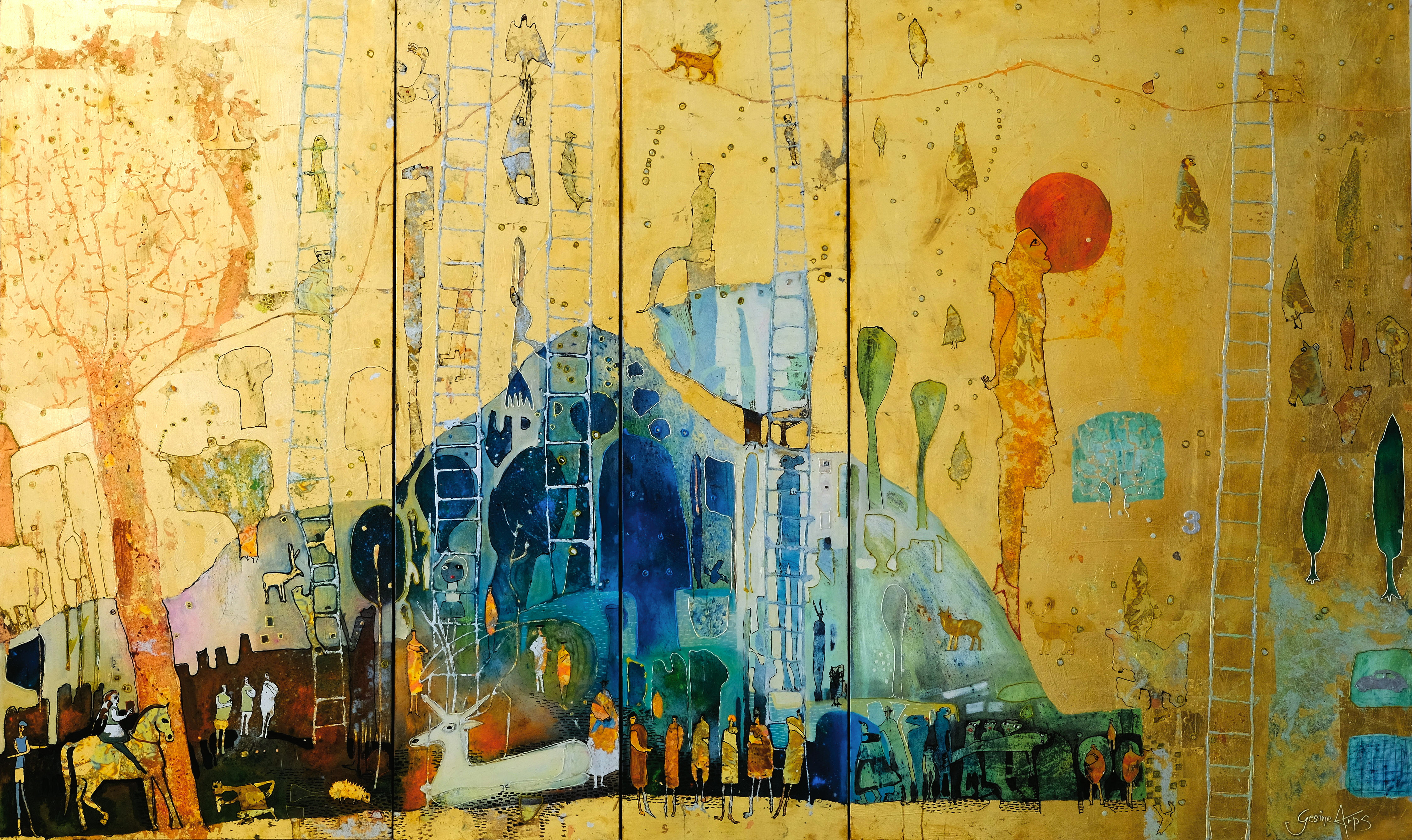
Cammino dal basso all'alto. Technique mixte